# Anarquismo e Friedrich Nietzsche
A relação entre o anarquismo e Friedrich Nietzsche é ambígua. Apesar de Friedrich Nietzsche ter criticado o anarquismo, seu pensamento mostrou-se influente dentro dessa filosofia. Como tal havia muitas coisas semelhantes entre os anarquistas e Nietzsche: seu ódio ao Estado, seu desagrado pelo negligente comportamento social de "rebanho", seu anti-cristianismo, sua desconfiança do efeito do mercado e do Estado na produção cultural, seu desejo por um "Übermensch" — isto é, por um homem novo que não fosse nem mestre nem escravo."

## Visão geral
Durante o século XIX, Nietzsche foi frequentemente associado aos movimentos anarquistas, a despeito do fato de que em seus escritos parece haver uma visão negativa de anarquistas. Isso pode ser resultado de uma associação popular no período entre suas ideias e as de Max Stirner
Spencer Sunshine escreve "Havia muitas coisas que chamaram os anarquistas a Nietzsche: seu ódio ao Estado, seu desagrado pelo negligente comportamento social de "rebanho", seu anti-cristianismo, sua desconfiança do efeito do mercado e do Estado na produção cultural, seu desejo por um "Übermensch" - isto é, por um homem novo que não fosse nem mestre nem escravo; seu louvor ao êxtase ao ser criativo, com o artista como seu protótipo, que poderia dizer, "Sim" para a auto-criação de um novo mundo a partir do nada; e seu encaminhamento da "transvaloração dos valores" como fonte de mudança, ao contrário de uma concepção marxista da luta de classes e da dialética de uma história linear."
Para Sunshine "a lista não é limitada para culturalmente orientados anarquistas como Emma Goldman, que deu dezenas de palestras sobre Nietzsche e o batizou como um anarquista honorário. Anarquistas pró-Nietzsche também incluem os membros da FAI na Espanha nos anos 30, como Salvador Seguí, e a anarca-feminista Federica Montseny; anarco-sindicalistas militantes como Rudolf Rocker; e também o jovem Murray Bookchin, que citou a concepção de Nietzsche de "tranvaloração de valores" em apoio ao projeto anarquista espanhol." E também, nos círculos anarquistas individualistas europeus, sua incluência é clara em pensadores/ativistas como Émile Armand e Renzo Novatore, dentre outros. Também mais recentemente o anarquismo pós-esquerdista de Nietzsche é presente no pensamento de Albert Camus, Hakim Bey e Wolfi Landstreicher.

## Max Stirner e Nietzsche

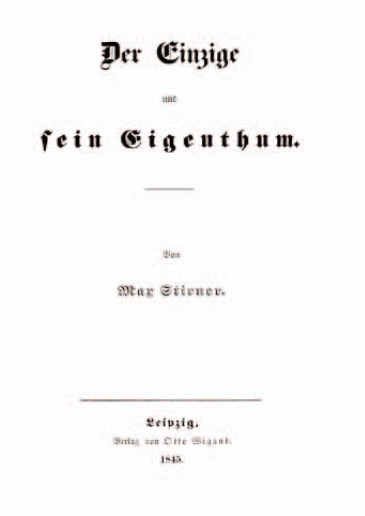
Der Einzige und sein Eigentum, em português, O Único e sua Propriedade, notável obra de Max Stirner.

Max Stirner foi um filósofo cujo "nome aparece com familiar regularidade em pesquisas historicamente orientadas do pensamento anarquista como um dos expoentes mais antigos e mais conhecidos do anarquismo individualista." Em 1844, seu O Único e Sua Propriedade (Der Einzige und sein Eigentum), foi publicado o que é considerado o "texto fundador na tradição do anarquismo individualista".
As ideias do filósofo alemão do século XIX e as de Friedrich Nietzsche são frequentemente comparadas, e muitos dos autores tem discutido similaridades em seus escritos, algumas vezes levantando a questão sobre influência. Na Alemanha, durante os primeiros anos do sucesso de Nietzsche como figura mais conhecida, o único pensador a que foram discutidas a conexão entre suas ideias mais que Max Stirner, foi Schopenhauer. É certo que Nietzsche leu sobre o livro O Único e Sua Propriedade, que foi mencionado na História do Materialismo (1866), de Friedrich Albert Lange e no Filosofia do Inconsciente (1869) de Eduard von Hartmann, que ambos Nietzsche ainda jovem conhecia muito bem. No entanto, não há nenhuma indicação irrefutável que afirme que ele realmente leu o livro, como nenhuma menção a Stirner é conhecida em qualquer das publicações, jornais ou correspondências de Nietzsche.
Logo que o trabalho de Nietzsche começou a alcançar maior audiência a questão de saber se ele tinha ou não alguma influência de Stirner foi levantada. Tão cedo em 1891 (enquanto Nietzsche ainda estava vivo, embora incapacitado por sua doença mental) Eduard von Hartmann sugeriu que ele tivesse plagiado Stirner. Na virada do século a crença de que Nietzsche tivesse sido influenciado por Stirner era tão generalizada que tornou-se algo comum, pelo menos na Alemanha, solicitando um observador notar em 1907 que "A influência de Stirner na Alemanha moderna assumiu proporções surpreendentes, e moveu-se em paralelo com a de Nietzsche. Os dois pensadores são considerados como expoentes da essencialmente mesma filosofia."
Porém, logo no começo do que foi chamado o "grande debate" sobre a possível influência de Stirner em Nietzsche - seja ela positiva ou negativa - sérios problemas com a ideia foram notados. No meio do século XX, se Stirner não foi mencionado nas obras de Nietzsche, a ideia de influência era frequentemente destituída por completo ou abandonada como irrespondível.
Mas a ideia de que Nietzsche foi influenciado de alguma forma por Stirner continua a atrair uma minoria significante, talvez porque se parece necessário explicar de alguma maneira razoável as frequentemente notadas similaridades em seus escritos. Todo caso, os problemas mais significantes com a teoria de uma possível influência de Stirner sobre Nietzsche não são limitados à dificuldade em estabelecer se homem conheceu ou leu o outro. Também consiste em estabelecer precisamente como e porquê Stirner em particular pode ter uma significante influência sobre um homem tão lido como Nietzsche.

## Anarquismo individualista

### Anarquismo individualista nos EUA
Nietzsche e Stirner eram freqüentemente comparados por "anarquistas literários" franceses e interpretações anarquistas de ideias de Nietzsche parecem também ter sido influente nos Estados Unidos. Um pesquisador notou que […] de fato, as traduções dos escritos de Nietzsche nos Estados Unidos, muito provavelmente apareceram pela primeira vez no Liberty, o jornal anarquista editado por Benjamin Tucker. Ele acrescenta: Tucker preferiu a estratégia de explorar seus escritos, mas prosseguiu com a devida cautela: Nietzsche diz coisas esplêndidas, - muitas vezes, realmente coisas anarquistas -, mas ele não é anarquista. É dos anarquistas então o dever de explorar intelectualmente este explorador de forma rentável."

### Anarquismo individualista da América Latina
A anarquista e historiadora Angel Cappelletti relata que na Argentina,  "[…] entre os trabalhadores que vieram da Europa nas duas primeiras décadas do século XX, houve curiosamente alguns individualistas stirnerianos influenciados pela filosofia de Nietzsche, que viam o sindicalismo como um inimigo em potencial da ideologia anarquista. Eles estabeleceram grupos de afinidade que em 1912, de acordo com Max Nettlau, totalizavam o número de 20. Em 1911, apareceu, em Colon na província de Buenos Aires, o periódico El Único, que se definia como "Publicacion individualista".
Vicente Rojas Lizcano cujo pseudônimo era Biófilo Panclasta, foi um escritor e ativista anarquista individualista colombiano. Em 1904 ele começa a usar o pseudônimo de Biofilo Panclasta. "Biofilo" em espanhol significa "amante da vida" e "Panclasta" significa "inimigo de todos". Ele visitou mais de cinquenta países propagando o anarquismo, sendo ele altamente influenciado pelo pensamento de Max Stirner e Friedrich Nietszche. Duas de suas obras escritas são Siete años enterrado vivo en una de las mazmorras de Gomezuela: Horripilante relato de un resucitado (1932) e Mis prisiones, mis destierros y mi vida (1929) que falam sobre suas muitas aventuras, enquanto vivia sua vida como um aventureiro e ativista bem como o seu pensamento e as muitas vezes em que ele foi preso em diferentes países.[carece de fontes?]

## Anarcossindicalistas e anarcocomunistas
A publicação anarquista norte-americana Anarchy: A Journal of Desire Armed, cita que a maior obra do anarquista alemão Gustav Landauer For Socialism, também é diretamente baseada em ideias de Nietzsche.
Rudolf Rocker foi outro admirador anarquista de Nietzsche, defensor do anarcossindicalismo, "Rocker invoca-o repetidamente em seu livro Nationalism and Culture, citando-o especialmente para fazer backup de suas alegações de que o nacionalismo e o Estado podem ter uma influência destrutiva sobre a cultura, uma vez que "Cultura é sempre criativa", mas "o Poder nunca é criativo". Ele termina seu livro com uma citação de Nietzsche. Rocker começa Nationalism and Culture refutando o marxismo, usando a teoria da vontade de poder, quando diz: "Quanto mais nós observamos as influências políticas na história, mais estamos convencidos de que a "vontade de poder" tem até agora sido um dos motivos mais fortes no desenvolvimento de formas sociais humanas. A ideia de que todos os acontecimentos políticos e sociais são o resultado de determinadas condições econômicas, não são suportados por uma cuidadosa analise."
Rocker também traduziu Assim falou Zaratustra em iídiche.
Murray Bookchin, em The Spanish Anarchists, descreve o proeminente membro do CNT-FAI Salvador Seguí como um admirador do individualismo nietzschiano, do Übermensch para quem tudo é permitido. Bookchin, em sua introdução em 1973 na obra The Anarchist Collectives de Dolgoff Sam, descreve a reconstrução da sociedade pelos trabalhadores como um projeto nietzschiano. Bookchin afirma que "os trabalhadores devem ver a si mesmos como seres humanos, não como classe, mas como personalidades criativas, e não como "proletários", como indivíduos com auto-afirmação, e não como "massas" […] o componente econômico deve ser humanizado trazendo uma "afinidade de amizade" no processo de trabalho, diminuindo o papel do trabalho pesado na vida dos produtores, de fato por uma total "transvaloração dos valores" (usando a frase de Nietzsche) que se aplica à produção e ao consumo, bem como a vida pessoal e social".
Alan Antliff cita em I Am Not A Man, I Am Dynamite como o crítico de arte e anti-imperialista indiano Ananda Coomaraswamy, combina o individualismo e o sentimento de renovação espiritual de Nietzsche com o sistema econômico de Piotr Kropotkin assim como com o pensamento religioso idealista asiático. Esta combinação foi proposta como base para a oposição à colonização britânica, bem como para a industrialização.

## Anarcofeministas

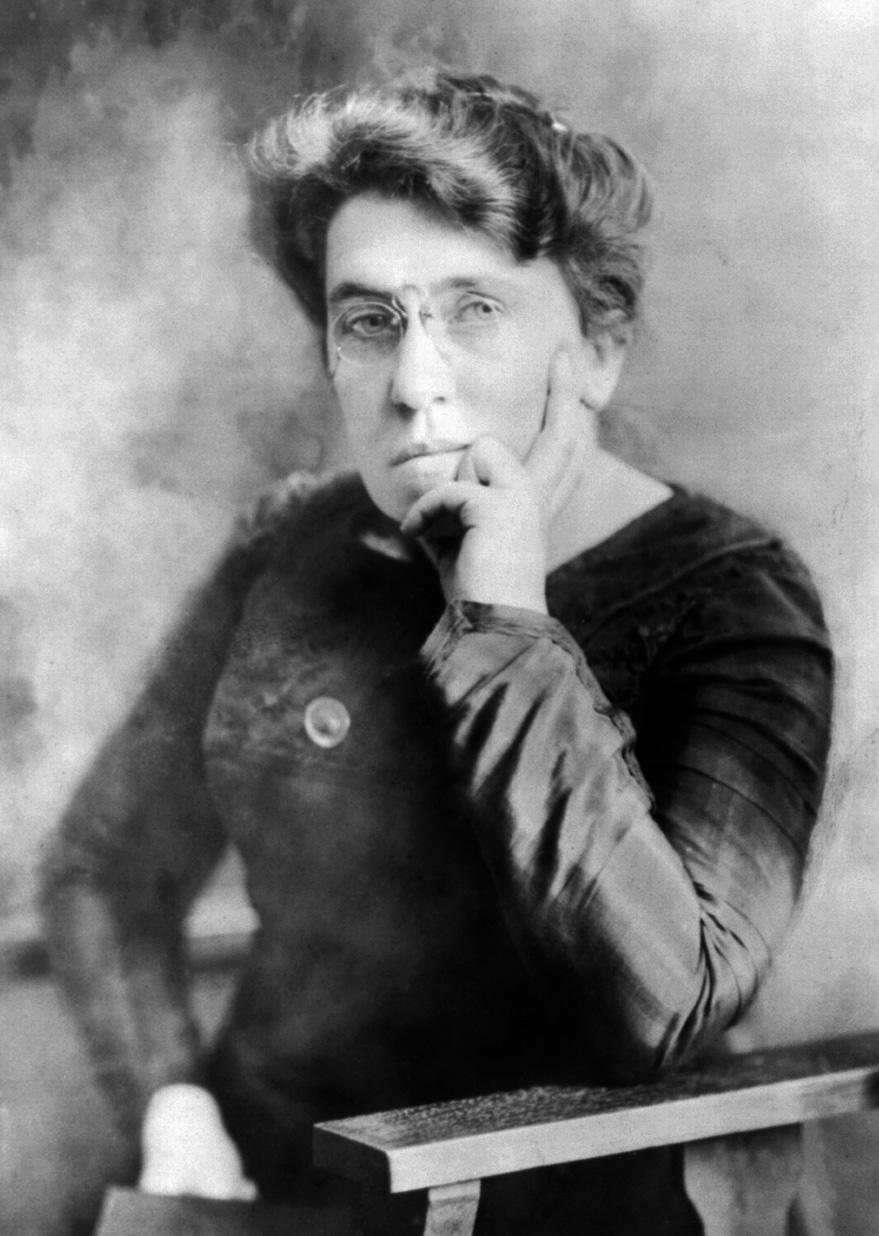
Emma Goldman, circa 1911

Apesar da misoginia de Nietzsche ser observada, ele no entanto ganhou a admiração de duas importantes escritoras e ativistas anarcofeministas. Este é o caso de Emma Goldman e Federica Montseny.

### Emma Goldman
Emma Goldman foi profundamente influenciada por Nietzsche "tanto que todos os livros de Nietzsche podiam ser ordenados pelo correio através de sua revista Mother Earth". Em última análise, a visão de Goldman sobre Nietzsche pode ser resumida pelo que ela se manifesta em sua autobiografia Living My Life. Ela citou que Nietzsche não era um teórico social, mas um poeta, um rebelde e inovador. Sua aristocracia não era nem de nascimento nem adquirida com dinheiro, mas era do espírito, a esse respeito Nietzsche era um anarquista. Em Viena, pode-se ouvir palestras interessantes sobre prosa alemã moderna e poesia e ler as obras dos jovens iconoclastas em arte e letras, o mais ousado entre os quais Nietzsche. A magia de sua linguagem, a beleza de sua visão, me levou para inimagináveis alturas, eu desejava devorar cada linha de seus escritos, mas eu era pobre demais para comprá-los".  Goldman chegou ao ponto de "batizar" Nietzsche como um "anarquista honorário".

## Anarquismo existencialista
Albert Camus é frequentemente citado como um defensor do existencialismo (a filosofia com que ele foi associado durante a sua vida), mas o próprio Camus recusou esta particular denominação.
Camus é conhecido também como um fervoroso crítico do marxismo e de regimes marxistas, alinhando-se ao anarquismo. É também um crítico da sociedade capitalista e do fascismo. A influência de Nietzsche em Camus é bem conhecida e o ensaio The Rebel possui uma visão política anarquista influenciada tanto por Nietzsche quanto por Max Stirner que é tratado nesse livro. "Como Nietzsche, ele mantém uma especial admiração pelos valores heroicos gregos e pessimismo por virtudes clássicas como coragem e honra.